# Xã Barnett, Quận Forest, Pennsylvania
Xã Barnett (tiếng Anh: Barnett Township) là một xã thuộc quận Forest, tiểu bang Pennsylvania, Hoa Kỳ. Năm 2010, dân số của xã này là 361 người.